# Ярошенко, Семён Петрович
Семён Петро́вич Яроше́нко (1846/1847—1917) — российский учёный-математик и политический деятель, доктор чистой математики, заслуженный профессор и ректор Императорского Новороссийского университета (1881—1890). Гласный Одесской городской думы, одесский городской голова со 2 по 11 мая 1905 года.

## Биография
Семён Петрович Ярошенко родился 28 декабря 1846 (9 января 1847) года в Херсоне, в семье штурмана. В 1863 году окончил херсонскую гимназию, затем учился в Ришельевском лицее и в 1864 году поступил в Киевский университет. В 1865 году перевёлся в открывшийся в Одессе Новороссийский университет на II курс математического отделения физико-математического факультета. Окончил университет в 1868 году, став первым выпускником, удостоенным золотой медали. В 1870 году получил степень магистра и был избран доцентом Новороссийского университета по кафедре чистой математики; был секретарём физико-математического факультета. В 1871 году получил докторскую степень и был избран экстраординарным профессором; с 1873 года — сверхштатный ординарный профессор, с 1876 — штатный ординарный профессор чистой математики. В 1874—1875 гг. был за границей в командировке. С 1875 года в течение трёх лет редактировал «Записки Императорского Новороссийского Университета».
С 1881 по 1890 год был ректором университета. В 1895 году ему присвоено звание заслуженного профессора.
В 1876 году был одним из основателей математического отделения Новороссийского общества естествоиспытателей. В 1904 году участвовал в ІІІ съезде Международного математического союза в Гейдельберге.
Был гласным городской Думы в течение двух четырёхгодичных сроков. В Думе возглавлял «прогрессивную партию, объединенных лучших городских деятелей». В это время в университете он читал лекции как частный преподаватель. В 1905 году был избран на третий срок. В этом же году за «вредную деятельность» был выслан в Вологодскую губернию.
В 1907 году Ярошенко вернулся в Одессу и занял пост председателя общественной организации «Общества взаимного кредита», на которой был и ранее.
Умер 10 (23) июня 1917 года в Одессе. Был похоронен на 1-м христианском кладбище. По завещанию профессора, его собственная математическая библиотека перешла в фонды Научной библиотеки Новороссийского университета.

## Награды
- Орден Святого Станислава 2-й степени,
- Орден Святой Анны 2-й степени,
- серебряная медаль в память царствования императора Александра III.

## Научная деятельность
Математические способности проявились уже в первой научной работе, посвященной особым решениям дифференциальных уравнений. Эта работа, написанная как выпускная, была удостоена золотой медали, а её автор — степени кандидата.
В 1870 году первым в университете защитил магистерскую диссертацию «О разыскании особенных решений дифференциальных уравнений первого порядка». В своей магистерской работе он дал критический обзор методов нахождения особых решений обыкновенных дифференциальных уравнений, разработанных известными математиками П. С. Лапласом, Ж. Л. Лагранжем, С. Д. Пуассоном и др., и предложил методы нахождения особых решений уравнений в частных производных первого порядка.
В 1871 году первым в университете защитил докторскую диссертацию «Теория определителей и её приложения», цель которой, по его словам, «…дать строго научное изложение избранного вопроса».
В этой работе он изложил, по выражению официальных оппонентов профессоров К. И. Карастелева и Е. Ф. Сабинина, «свои собственные доказательства многих весьма трудных предложений». После защиты диссертации получил степень доктора чистой математики и был избран экстраординарным профессором.
В 1873 году была опубликована его работа «Начала новой геометрии» — первая на то время в русской математической литературе работа, посвящённая проективной геометрии, в которой было дано общедоступное изложение основных понятий этой науки.